# Nachal Mar'it
Nachal Mar'it (hebrejsky נחל מרעית) je vádí v jižním Izraeli, na pomezí Judských hor (respektive Hebronských hor) a severní části Negevské pouště.
Začíná v nadmořské výšce přes 600 metrů v kopcovité krajině Judských hor, severně od arabské vesnice Dridžat. Směřuje pak k jihu, ze západu míjí beduínskou vesnici Makchul. Od severu zprava přijímá vádí Nachal Puch. Stáčí se mírně k jihozápadu a míjí pahorek Giv'at Mar'it. Od severu zprava sem ústí vádí Nachal Kochal. Podchází těleso dálnice číslo 31 a vede k jihu skrz rozptýlené beduínské osady. U pahorku Tel Malchata na severním okraji letecké základny Nevatim ústí zprava do vádí Nachal Be'erševa.